# Megalomma gesae
Megalomma gesae är en ringmaskart som beskrevs av Knight-Jones 1997. Megalomma gesae ingår i släktet Megalomma och familjen Sabellidae. Inga underarter finns listade i Catalogue of Life.